# Duncan Goodhew
Duncan Alexander Goodhew (Beckenham, 27 maggio 1957) è un ex nuotatore britannico.
Specializzato nella rana ha vinto la medaglia d'oro nei 100 m rana e il bronzo nella staffetta 4x100 m misti ai Giochi olimpici di Mosca 1980.

## Palmarès
- Olimpiadi
  - Mosca 1980: oro nei 100 m rana e bronzo nella staffetta 4x100 m misti.
- Mondiali
  - 1978 - Berlino: bronzo nella staffetta 4x100 m misti.
- Europei
  - 1977 - Jönköping: bronzo nella staffetta 4x100 m misti.